# Estación Chacayal
Chacayal es una estación de ferrocarriles ubicada en la comuna chilena de Osorno de la Región de Los Lagos, que es parte de la Línea Troncal Sur. Actualmente no existen servicios que se detengan en esta estación.

## Historia
La estación aparece con la construcción del ferrocarril Valdivia-Victoria-Osorno, que inició sus obras en 1888 y que sufrió muchos contratiempos durante su construcción. El trabajo se subdividió en dos grandes secciones, desde estación Valdivia hasta la estación Pichi-Ropulli, y desde Pichi-Ropulli hasta la estación Osorno. Debido a muchos atrasos con las obras en el tramo Pichirropulli-Osorno por nueve años, el contratista Manuel Ossa logra terminar las obras y entregarlas al estado en abril de 1897.
El 5 de enero de 1923 se ordena la construcción del edificio principal y la casa habitación para el jefe de la estación.
Durante la década de 1960 la estación prestó servicios de pasajeros.
Actualmente la estación no presta ningún servicio. La estación sigue en pie, y es utilizada como residencia privada.